# Mézga család
A Mézga család az egyik legnépszerűbb magyar televíziós rajzfilmsorozat volt az 1960-as, '70-es és '80-as években. A 2004-es ismétlés alkalmával is mintegy félmillióan nézték. A sorozatot Németországban, Kubában, Bulgáriában, Olaszországban, Franciaországban, Csehországban, Szlovákiában és Brazíliában is nagy sikerrel sugározták.

## A gyártás története
Az első négy részt 1968-ban mutatták be a Magyar Televízióban. Pénzhiány miatt a gyártás félbeszakadt. Az 1968-as annecyi fesztiválon Macskássy Gyula megismerkedett Georges de la Grandière francia producerrel, aki pótolta a hiányzó összeget, így 1969-ben elkészülhetett az első széria. A Pannónia Filmstúdió súlyos anyagi gondokkal küszködött, de érkezett segítség a folytatáshoz: Nepp József az Animációsfilm-készítők Nemzetközi Szervezetének tagja lett. Számos külföldi bemutató következett, és nagyon sok kapcsolat született a külföldi, befolyásos producerekkel és forgalmazókkal, ezzel elkészülhetett a második széria 1972-ben, amit 1974-től vetítettek. 1978-ban a harmadik sorozat is elkészült, amit 1980-ban vetítettek.

## Cselekmény
A 12 év körüli Aladár zseniális képességekkel van megáldva: olyan készülékeket bütyköl, amelyekkel akár űrutazásokra viheti a pereputtyát, máskor 30. századi leszármazottjával (köb-ükunokájával, MZ/X-szel, avagy „Öcsivel”) lép kapcsolatba, és különféle modern holmikat kér tőle. Családtagjai azonban csak a legritkább esetben tudnak jól bánni az új eszközökkel és lehetőségekkel, s aztán ismét rajta a sor, hogy kihúzza őket a csávából.
Aladár egyetlen hű szövetségese Blöki kutyája, aki olykor kísérleteiben is segédkezik. A család további tagjai közé tartozik rettenthetetlen szigorra törő, kissé ügyefogyott atyja (Mézga Géza), jóságos, bár nem túl erős idegzetű anyja (Mézga Gézáné, született: Rezovits Paula) és enyhén hígagyú nővére (Kriszta) a macskájával (Maffia). Fontos szereplők még az ingerlékeny szomszéd (Máris), valamint a csupán szóban emlegetett Hufnágel Pisti, Paula fiatalkori udvarlója, akihez – amint azt minden egyes rész végén felemlegeti – sajnálja, hogy mégsem ment feleségül.

## Négy sorozat
A cím három különböző sorozatot takar. A sorozatok mind 13 epizódból állnak (ezek egyenként 25 percesek). A tervezett negyedik sorozat nem valósult meg, abból csak az első epizód egyes elemei ismertek.
- Üzenet a jövőből – A Mézga család különös kalandjai (1968–1969)
  1. A távszerviz
  2. A csodabogyó
  3. Autó-tortúra
  4. Robotdirektor
  5. Memumo[3]
  6. Im-bolygó
  7. Agy-gyanta
  8. Időkibővítő
  9. Akerkiter[4]
  10. Góliát-fólia
  11. Láthatatlanok
  12. Alfa-beat-a
  13. Mag-lak
- Mézga Aladár különös kalandjai (1972)
  1. Második dimenzió
  2. Mesebolygó
  3. Dilibolygó
  4. Masinia
  5. Musicanta
  6. Krimibolygó
  7. Varia
  8. Rapidia
  9. Superbellum
  10. Őskorban
  11. Luxuria
  12. Syrének bolygója
  13. Anti-világ
- Vakáción a Mézga család (1978)
  1. Vakáció!
  2. Az ígéret földje
  3. A jég hátán
  4. A lakatlan sziget
  5. Cseberből vederbe
  6. Az üvegszemű kapitány
  7. Púpos Bill hálójában
  8. Egymillió dollár
  9. Élve eltemetve
  10. Egy rossz húzás
  11. A fekete arany
  12. Hamis barátok
  13. Végre otthon!
- A Mézga család és az ámítógép (2005–eltörölt)
  1. A kezdet
  2. Végy egy gépet!

Ebben a tervezett sorozatban több rész nem készült pénzhiány miatt.[2]

### Üzenet a jövőből – A Mézga család különös kalandjai
A sorozat első szériája, az Üzenet a jövőből – A Mézga család különös kalandjai 1968-69-ben készült. A 13 epizódot Csehországban Odkaz budoucnosti aneb Podivuhodná dobrodružství rodiny Smolíkovy, Olaszországban Messaggi dal futuro, Németországban Heißer Draht ins Jenseits – Phantastische Abenteuer der Familie Mézga, Bulgáriában Невероятните приключения на Семейство Мейзга: Послания от Бъдещето, Szlovákiában Miazgovci I, Kubában Mensaje del futuro: las extrañas aventuras de la familia Mézga címen sugározták.
A történet szerint Mézga Gézának és Aladárnak sikerül felvennie a kapcsolatot 30. századi leszármazottjukkal, MZ/X-szel, akivel újmagyar nyelven lehet szót érteni. MZ/X jövőbéli küldeményei eleinte lenyűgözőnek tűnnek, később azonban visszájukra fordulnak, és csak Aladár hidegvérén és leleményességén múlik, hogy elkerüljék a nagyobb veszedelmet.

### Mézga Aladár különös kalandjai

Aladár és Blöki a Mézga Aladár különös kalandjaiban

A Mézga Aladár különös kalandjai című sorozat 1972-ben készült. A sorozatot Csehországban Podivuhodná dobrodružství Vladimíra Smolíka, Olaszországban L’astronave, Bulgáriában Семейство Мейзга: Невероятните приключения на Аладар, Szlovákiában Miazgovci II néven ismerik. Kelet-Németországban az Adolars phantastische Abenteuer, míg Nyugat-Németországban az Archibald, der Weltraumtrotter, Kubában Las extrañas aventuras de Aladár Mézga címet kapta.
A sorozat két epizódját nem engedték vetíteni Csehszlovákiában.
A történet szerint Aladár éjszakánként saját készítésű űrhajójával (és beszélni, olvasni tudó kutyájával) minden részben más-más bolygóra utazik. Űrhajójuk neve Gulliverkli 5. Aladár a névadással Gulliver felfedezőre és az űrhajótárolásra használt hegedűtokra utalt, a sorszám pedig annak eredménye, hogy az első négy modell megalkotása kudarccal végződött (mindez a sorozat főcímében látható: az első űrhajó irányíthatatlan volt, a másodiknak az alapanyaga elfüstölt, a harmadiknak elégtelen volt a hajtóanyaga, a negyedik pedig indításkor felrobbant).

### Vakáción a Mézga család
A harmadik sorozatot Vakáción a Mézga család címmel 1978-ban készítették. A sorozatban a család – Hufnágel Pisti meghívására – Ausztráliába utazik. A hazautazás Föld körüli úttá válik. Az epizódok ebben a sorozatban egymásra épülnek.

### A Mézga család és az ámítógép
Terveztek egy negyedik sorozatot is, amelynek munkacíme A Mézga család és az ámítógép, ám pénz hiányában csak két epizód készült el belőle 2005-ben.

## Szereplők
| Magyarul       | Angolul   | Németül                 | Hollandul       | Olaszul        | Szlovákul         | Csehül         |
| -------------- | --------- | ----------------------- | --------------- | -------------- | ----------------- | -------------- |
| Géza           | Géza      | Géza                    | Karel Sanders   | Sandor Mezil   | Gejza Miazga      | Pepa Smolík    |
| Paula          | Paula     | Paula                   | Annie Sanders   | Paula Mezil    | Paula Miazgová    | Gábi Smolíková |
| Kriszta        | Kriszta   | Christa                 | Dickie Sanders  | Cristina Mezil | Krista (Kristína) | Týna           |
| Aladár         | Aladár    | Adolar (Archibald)      | Wieneke Sanders | Aladar Mezil   | Aladár            | Ládínek        |
| Máris szomszéd | Dr. Máris | Nachbar Máris (Marisch) | Buurman Mutvol  | Maris          | Dr. Záviš         | Dr. Halíř      |
| MZ/X           | MZ/X      | MZ/X (MZ-per-X)         | Sofie           | Em Zi Tren     | MZ per X          | Sm-LomOs       |
| Blöki          | Zorro     | Schnuffi                | Wokkel          | Fofi           | Cvoki             | Zorro          |
| Maffia         | Maffia    | Mausi                   | Mafia           | Grinfia        | Mafia             | Mafie, Žofie   |

### Mézga Géza
Mézga Géza a Mézga család feje, a sorozatok egyik főszereplője. A Mézga Aladár különös kalandjaiban a fia, Aladár a főszereplő. Gézát MZ/X "Köbükinek" nevezi, Géza pedig "Öcsinek" MZ/X-et. Nem érti, hogy mit mond neki MZ/X. A csodabogyó című részben például azért híznak el annyira, hogy a ruhájuk szétszakad, mert MZ/X egy heti táplálékot küld neki, de Géza nem érti, hogy mit mond. Ám a katasztrófák beütéséhez MZ/X küldeményeinél, olykor közrejátszik túlzott elbizakodottsága, tapasztalatlansága vagy köbükunokája figyelmeztetésének figyelmen kívül hagyása. Gézát legjobban kemény szigorúságra való törekvése, sorozatos kétbalkezessége és ügyefogyottsága jellemzi, emellett imádja a hasát és a jóféle szivarokat, amivel gyakran fel is ingerli a feleségét. Foglalkozása bérelszámoló, az Akerkiter című részben láthatjuk a munkahelyét is. Az Im-bolygó című epizódban megemlíti, hogy a rokonsága nagy része Somogymogyoródon él. Az Időkibővítő-ben elmondja, hogy a feleségén kívül senkitől sem fél, s hogy ő volt anyjának a 13. gyereke a családban. Hangját Harkányi Endre adta.

### Paula
Mézga Gézáné, születési neve: Rezovits Paula, Géza felesége. Igen jó háziasszony és gondoskodóan nevelgeti a csemetéit. Folyton panaszkodik a férjének valami miatt, ezért általában ekkor szabadul el a pokol MZ/X küldeménye kapcsán. Az első széria filmjei végén folyton azt mondja, hogy „Bárcsak a Hufnágel Pistihez mentem volna feleségül!” A harmadik szériában kiábrándul Pistiből, és ekkor azt mondja, hogy „Soha nem akarom hallani ezt a nevet”.
Gyakran úgy tűnik, hogy a családban ő hordja a nadrágot, mivel általában basáskodik a férje fölött, aki megtörik a domináns akaratának. Többször titulálja Gézát szerencsétlennek, pipogyának, lelketlennek, brutálisnak, ámokfutónak, attól függően, hogy a férje milyen baklövést követ el. Ennek ellenére azonban a végletekig kitart a családja mellett, ha a szükség úgy hozza. Paula foglalkozik a család pénzügyeivel. A rokonsága valahol a balatoni Kecerakoncán lakik, ahová Mézgáék egyszer egy esküvőre utaznak. Hangja Győri Ilona volt, (aki szintén a Balaton vidékéről származott), ő azonban 2001-ben meghalt. A negyedik sorozatban a helyét a hozzá hasonló orgánumú Tóth Judit vette át.

### Kriszta
Mézga Krisztina Mézgáék nagyobbik gyereke. Idegesítő bakfis karakter. Folyton pengeti a gitárját (amit Aladár mindig eltör) és újságpapírral csavarja be a haját. Maffia macskával ápol baráti viszonyt. Az első sorozat 12. epizódjában egy beatzenekar énekesnője. Gyakran vihog. Többször kiderül, hogy elég buta. Az iskolában szándékosan törekszik a bukásra, még a "hülye" szót is j-vel írja. A második sorozat egyik részében azonban Aladár felfedezi, hogy Kriszta álmában egész értelmeseket beszél. Egy-egy szituációhoz gyakran fűz valamilyen cinikus megjegyzést, amelyen általában csak ő nevet. Jellegzetes mondata: „Anya, szólj rá!”, ha valami nem úgy történik, ahogyan ő szeretné. Aladár csak úgy hívja, hogy „vizes agyú” vagy „hiszti Kriszti”. Hangja Földessy Margit, majd a negyedik sorozatban Haumann Petra. Néhány 2000-es évekbeli Danone joghurt reklámban Simonyi Piroska adta a hangját.

### Aladár
Mézga Aladár Mézga Géza és Paula kiskamasz fia. A különálló szobájában egy régi rádiót alakított át adóvevővé. Azon tartják MZ/X-szel a kapcsolatot. Kreativitásának és műszaki érzékének köszönhetően a háztartásban használatos tárgyakból új találmányokat barkácsol. Többek közt így alkotja meg az ultramodern rádiót is. Ezekhez legtöbbször az apja holmijait használja fel, akit ez rendszeresen kihoz a sodrából. Kriszta "lüke Aladárnak" becézi, annak ellenére, hogy az iskolai házi feladatok megoldásában mindig hozzá fordul segítségért. Civakodásaik adják a sorozat egyik fő humorforrását. Aladár a második széria főszereplőjévé avanzsálódik, amelyben felfújható, gumiból készült űrhajójával, a "Gulliverklivel" járja a világűrt hűséges társa, Blöki kutya társaságában. A használaton kívüli űrhajót hegedűtokban tárolja és szódás szifonnal tölti fel. Hangja az első és a második évadban Némethy Attila, a harmadik sorozatban Geszti Péter, a negyedikben pedig Baradlay Viktor. Egy 1990-es évekbeli csokireklámban Simonyi Balázs adta a hangját.

### Máris szomszéd
Dr. Máris Márton Ottokár Mézgáék mellett lakik, foglalkozása régész és főiskolai tanár. Értelmiségi karakterként tud angolul, franciául, és egy kicsit norvégul. Gyakran idegesíti, hogy Mézgáék hozzá fordulnak, ha valamiben hiányt szenvednek. Zsémbes és goromba személyiség. Visszatérő humorelem, hogy valahányszor Mézgáékkal üzletel, az árba mindig beszámítja Mézgáék korábbi tartozásait is. Az első szériában olykor ő is áldozatául esik MZ/X küldeményeinek (pl. a robotdirektor áttöri a lakása falát). A Vakáción a Mézga családban pedig Mézgáék vele együtt kelnek útra. Az első és a második sorozatban Tomanek Nándor volt a hangja, a betegsége miatt a harmadik sorozatban már Bárdy György, a negyedikben pedig Tomanek Nándor fia, Tomanek Gábor, akinek a hangja teljesen az édesapjáéra hasonlít. A Mézgamuri című CD-n Vass Gábor adta a hangját.

### MZ/X
MZ/X (Öcsi) Mézga Géza köbükunokája, aki az időszámításunk szerinti 30. században él. Az első sorozatban Aladár egy régi rádiót alakít át adó-vevővé, ennek segítségével lépnek először kapcsolatba vele. MZ/X egy gondolatátvivő kézi készülék, az úgynevezett időkibővítő segítségével képes Mézgáékkal szót érteni, akik másképp nem értenék az újmagyar nyelvet, amin MZ/X beszél. A 30. századi tárgyakat fénypostával küldi el Mézgáéknak ajándékba. Ezek – a rendszerint még ki nem nyitott – ablakon keresztül érkeznek. A család igényeit nem tudja kielégíteni. Az utolsó részben már Paula is beszél MZ/X-szel. MZ/X hangja Somogyvári Rudolf.

### További szereplők
- Hufnágel Pisti – Paula régi udvarlója, és férje lehetett volna, ha Paula nem Mézga Gézához megy hozzá. A sorozat rajzfilmjeinek a végén Paula mindig felsóhajt, hogy miért nem őhozzá ment feleségül – kivéve a befejező részt, mert ott ezt mondja: „Hufnágel Pistinek ugyan 12 gazdag nagybácsija volt, de most már kezdem belátni, hogy unatkoztam volna mellette.” A Vakáción a Mézga család című sorozatban meghívja Mézgáékat Ausztráliába. Itt angolosan Steve Hufnagelként említik. Bár Mézgáék milliomosnak hiszik, kiderül róla, hogy közönséges csaló, akit köröz a rendőrség, ezért utazik annyit: Ausztráliából Floridába, majd Afrikába, a sivatagba, aztán Európába – ahol még Mézgáék utolsó értékeit is elrabolja, miután követték őt annyi kontinensen át. A nézők személyesen az egész trilógiában csak egyszer láthatják Hufnágel Pistit, akkor is csak egy pillanatra, mikor a harmadik sorozat 11. epizódjában feltűnik, arcát itt sem láthatjuk.
- Blöki – A Mézga család kutyája. Amikor Mézga Géza rádión hívja MZ/X-et, ő a földelés. Az Agy-gyantában – MZ/X csodaszerének hála – Maffiával együtt tud beszélni, de ez a képessége alábbhagy, mert Géza túladagolja a szert, és Blöki dührohamot kap. Blöki fajtája szerint talán fehér szőrű pásztorkutya. Géza egyszer megemlíti, hogy kecskeméti alomból származik. A Mézga Aladár különös kalandjaiban Blöki az egyik főszereplő: Aladárral együtt utazik a Gulliverklivel, és beszélni is tud. A Vakáción a Mézga családban már nem szerepel. Hangját Szabó Ottó adta. A negyedik sorozatban szintén szerepel, és beszél is, hangját pedig Reviczky Gábor kölcsönzi.
- Maffia – A Mézga család macskája. Váradi Hédi a hangja az Agy-gyanta c. részben. Blökivel ellentétben, ő csak ebben az epizódban szólal meg. Főleg Kriszta szereti. Blökivel éppen olyan rideg viszonyban áll, mint Kriszta Aladárral, ami szintén az Agy-gyantában mutatkozik meg. A Mézga Aladár különös kalandjaiban nem szerepel. A Vakáción a Mézga család című sorozatban a családdal utazik. Tud magának táplálékot szerezni és megérzi az egérfogót. Őmiatta váltja ki Mézgáékat a börtönből egy gazdag milliomos – de végül egy keveredés folytán az igazi maffia túszai lesznek.
- Kompót – Aladár kísérleti egere, a Mézga Aladár különös kalandjai Második dimenzió című részében Aladár magával viszi az utazásra.

## Stáb
- Rendezte: Nepp József és Ternovszky Béla, valamint Gémes József, Jankovics Marcell, Koltai Jenő
- Forgatókönyvíró: Romhányi József és Nepp József
- Zeneszerző: Deák Tamás
- Készítette a Pannónia Filmstúdió

| Szereplő       | Magyar hangja                                                               | Német hangja         | Olasz hangja                       | Szlovák hangja      | Cseh hangja (1. szinkron)    | Cseh (2. szinkron) (1. évad, epizódok 5 és 12) (2. évad, epizódok 1 és 13) | Bolgár hangja (1. szinkron)         | Bolgár (2. szinkron) |
| -------------- | --------------------------------------------------------------------------- | -------------------- | ---------------------------------- | ------------------- | ---------------------------- | -------------------------------------------------------------------------- | ----------------------------------- | -------------------- |
| Géza           | Harkányi Endre (1–4. évad)                                                  | Helmut Müller-Lankow | Mimmo Palmara Marco Mori           | Jozef Skovay        | Otakar Vážanský              | Václav Knop                                                                | Harry Toromanov                     | Stefan Dimitriev     |
| Paula          | Győri Ilona (1–3. évad) Tóth Judit (4. évad) Izsmán Nelly (ének hang)       | Eva-Maria Bath       | Eva Ricca Cristina Dian            | Magda Paveleková    | Libuše Billová               | Magdaléna Rychlíková                                                       | Lyuba Aleksieva, Rayina Petrova     | Vilma Kartalska      |
| Kriszta        | Földessy Margit (1–3. évad) Haumann Petra (4. évad)                         | Helga Sasse          | Paola Del Bosco Laura Lenghi       | Zuzana Cigánová     | Světlana Těšitelová          | Magdaléna Reifová                                                          | Lilia Raynova Veska Fikova          | Asya Bratanova       |
| Aladár         | Némethy Attila (1–2. évad) Geszti Péter (3. évad) Baradlay Viktor (4. évad) | Joachim Siebenschuh  | Fabio Boccanera Oreste Baldini     | Maja Velšicová      | Karel Mišurec Jaroslav Kuneš | Jaroslav Kuneš                                                             | Nadia Topalova                      | Asya Bratanova       |
| Máris szomszéd | Tomanek Nándor (1–2. évad) Bárdy György (3. évad) Tomanek Gábor (4. évad)   | Wolfgang Lohse       | Gino Donato Vittorio Battarra      | Juraj Kukura        | Pavel Kunert                 | Vladimír Čech                                                              | Dimitar Sharkov                     | Ivan Tanev           |
| MZ/X           | Somogyvári Rudolf (1. évad)                                                 | Klaus Mertens        | Luca Ernesto Mellina Nino Scardina | Ivan Letko          | Jiří Přichystal              | Ladislav Gerendáš                                                          | Kosta Karageorgjev Vaszil Bachvarov |                      |
| Blöki          | Szabó Ottó (1–2. évad) Reviczky Gábor (4. évad)                             | Holger Mahlich       | Stefano Carraro                    | Oldo Hlaváček       | Vilém Lamparter              | Jiří Bruder                                                                | Georgi Dzsubrilov                   |                      |
| Maffia         | Váradi Hédi (1. évad)                                                       | Nem szólal meg       | Nem szólal meg                     | Nem szólal meg      | Nem szólal meg               | Nem szólal meg                                                             | Nem szólal meg                      | Nem szólal meg       |
| Mesélő         | Gálvölgyi János (3. évad)                                                   |                      | Maurizio Gueli                     | Michal Dočolomanský | Jiří Brož                    | -                                                                          | -                                   |                      |

## Érdekességek
- Az 1. sorozatban az „Im-bolygó” című epizódban Mézgáék fénysebességű űrhajóval utaznak 1 napot, és mire visszaérnek, 50 év telik el a Földön. Ennek az epizódnak a végére Máris szomszéd is 50 évvel öregebb lesz, és nem ismeri meg Mézgáékat. A következő epizódtól újra 50 évvel fiatalabb Máris szomszéd, és újra megismeri Mézgáékat.
- A 2. sorozatban az „Őskorban” című epizódban Aladár és Blöki az űrhajójuk meghibásodása miatt a Földön landolnak, de az őskorban. Később a jelenbe az indulásuk idejénél kissé korábban térnek vissza.
- Az 1. sorozatban Máris szomszéd még Mézgáék mellett lakik, a 2. sorozatban és a 3. sorozatban már alattuk. Az ok az lehetett, hogy a Mag-lak című részben Mézgáék átköltöztek egy palotába. Lehet, hogy a kacsalábon forgó palota felrobbanása után Mézgáék a Máris lakása fölötti lakást vették meg.
- Az 1. sorozatban Blöki még csak az „Agy-gyanta” című epizódban beszél, ahol MZ/X küld Mézgáéknak egy okosítószert, de Géza véletlenül leejti, s Blöki és Maffia felnyalják. A 2. sorozatban már végig beszél, a 3. sorozatban nem szerepel – de nem azért, mert elpusztult, hiszen az elkaszált 4. sorozatban újra feltűnik (feltételezhető, hogy a nyaralás idejére odaadták valakinek megőrzésre, hiszen Maffiával is ezt tervezték, mielőtt Kriszta felcsempészte a repülőgépre).
- Az 1. sorozatban Maffia is csak az „Agy-gyanta” című epizódban beszél, a többi részben nem, és a 2. sorozatban nem is szerepel (az ő hiányát nehéz bármivel is indokolni).
- Az 1. sorozat „Időkibővítő” című epizódjában Mézgáék a múltban járnak, az MZ/X által küldött időkibővítő segítségével. Blöki velük tart, de Maffia nem. Az időkibővítő 30 perc után lejár és Mézgáék visszakerülnek a jelenbe – épségben, bár Paula és Géza élete egy hajszálon múlik.
- Az 1. sorozat „Autó-tortúra” című epizódjában, amikor a Mézga család az MZ/X-től kapott szuper autóval belehajt a Balatonba (a 18. perc végétől) a háttérben halkan a No, megállj csak! (Ну, погоди!) című szovjet rajzfilmsorozatból ismert főcímzene hallható. Ez azonban valójában Deák Tamás szerzeménye, Vízisí címmel, az előadó a Magyar Rádió Tánczenekara meg a Harmónia Vokál.[15]
- A 3. sorozat „Jég hátán” című epizódjában a Delta című műsor főcímdala (Kid Baltan – Song of the Second Moon) csendül fel, amikor a család az Antarktiszon Máris szomszéd tévedése miatt a tábor helyett a Déli sarkot veszi célba – ezzel utalva a Delta főcímének ismert antarktiszi jelenetére. Az nem derül ki, hogy tudott a család 3 nap alatt felszerelés nélkül elérni a sarkpontra, amikor azt leggyorsabban 49 nap alatt teljesítették gyalogosan.
- A 3. sorozat több részében (leginkább az elején) Máris szomszéd rossz tanácsainak esnek áldozatul Mézgáék. Miatta kerülnek rossz hajóra Ausztráliában, és jutnak el az Antarktiszra, miatta veszik célba a Déli sarkot, továbbá a lakatlan szigeten az ő ötlete miatt üldözik el a Pingvin hajó legénységét. Később Indiából az ő ötlete Dél-Afrikába menni, és belépni a Szomorú Vasárnap terrorcsoportba. Ezeket a hibákat Máris sose ismerte el később.
- A 2. sorozatban Blöki nem megy Aladárral az első űrutazásra, csak Kompót, a kísérleti egere, aki csak ebben az egy epizódban szerepel. Blöki csak a második űrutazástól megy minden alkalommal.
- A 2. sorozat „Második dimenzió” című epizódjában Aladár egy kétdimenziós gyűrűn jár, ahonnan egy kétdimenziós embert vitt el magával, és háromdimenzióssá változtatta, de nem nagyította fel, és nem vitte el a Földre, hanem visszaváltoztatta kétdimenzióssá, és visszaküldte a gyűrűre.
- Hufnágel Pisti csak egyszer, a 3. sorozatban, „A fekete arany” című epizódban látható, de akkor is csak bekötött arccal és csak egy pillanatra.
- A 3. sorozat 13. (utolsó) fejezetében, a 14 perc 10 másodpercnél fölbukkanó teherautó cégjelzése "PEPSI" helyett "POPSI".
- A 3. sorozatban Mézgáék megjárják mind a hét kontinenst, nevezetesen Ausztráliát, Antarktiszt, Dél- és Észak-Amerikát, Ázsiát, Afrikát és Európát. Emellett eljutnak még Óceániába is.
- A 3. sorozatban nevesített városok, ahova Mézgáék eljutottak: Sydney (Ausztrália) (1–2. rész), Bombay és Madras (India) (9. rész), Marseille (Franciaország) (12. rész), Nizza és Párizs (Franciaország) (13. rész). A városok ismert nevezetességei nem tűnnek fel. Nem derül ki, hogy az 5–7. részben melyik dél-amerikai városban rabolja el őket a maffia. A 6. részben nevesített "Puerto del Solar" repülőtér a valóságban nem létezik.
- Mézgáék lakcíme az Ökörcsin utca 13. (a 2. sorozat "Superbellum" című része alapján 5. szám) ábrázolása a VII. kerületi Rózsák tere környékére emlékeztethet. (Amikor az első szériában felveszik a kapcsolatot MZ/X-szel, az elektromágneses hullámok emlékezetes "haluspirálja" lakótelepi házak sziluettjéből indul a világűr felé.)
- Az 1. sorozatban négy fiktív városnév is elhangzik: Perenyevackor (Távszerviz), Kecerakonca (Autó-Tortúra), Baranyaberenye (Memumo), Somogymogyoród (Im-bolygó).
- Az 1. sorozatban, az „Autó-tortúra” című epizód elején hangzik el Kriszta nem becézett neve.
- A 4. sorozatban, a „Végy egy gépet!” című epizódban egy virtuális számítógépes világban Mézga Aladár megmenti Nemecsek Ernő életét.
- Az 1. sorozatban, az "Akerkiter" című (9.) epizódban Géza beugrik Kálmán Imre Csárdáskirálynő c. operettjének Bóni gróf szerepébe, de csúfosan leszerepel és menekülniük kell a dühös nézők elől.
- A 2. sorozat Rapidia részében Aladár arra utal, hogy júniusban van a születésnapja, míg a harmadik sorozat utolsó része szerint február 29-én.
- A 3. sorozatban egyszerre volt mindkét féltekén nyár, holott a valóságban a déli féltekén június-júliusban tél van. Az Antarktiszon is sütött a nap, és Aladár is azt mondta, hogy nyár van, miközben júniusban az Antarktiszon sötét van és tél.
- Hufnágel Istvánnak Nagytétényben a Duna (ma Kastélypark) utca és a Fő (ma Nagytétényi) út sarkán volt kávéháza. A tétényi születésű Romhányi József a Mézga család-sorozatban tette halhatatlanná a nevét.

## Emlékezetes idézetek
- „Egy forintért megmondom!” – Aladár pénzszerzési kísérlete apjától, cserébe MZ/X újmagyar szövegének tolmácsolásáért.
- „Valamit elfelejtettem... Ja, igen! Az ablak!” – Géza elkésett feleszmélése, amikor az MZ/X-től kapott futurisztikus ajándék a zárva felejtett ablakba érkezik, amelynek üvege emiatt mindig betörik.
- „Küld fény post.”, azaz „Küldöm fénypostával”; a fényposta az a jövőbeli technológia, amellyel tárgyakat lehet térben és időben mozgatni. MZ/X ezzel az utópisztikus kézbesítési módszerrel küldi csomagjait köbükapja kisegítésére.
- „Miért nem a Hufnágel Pistihez mentem feleségül?” – Paula minden epizód végén sóhajtozva mondja ezt a szöveget (ha nem is mindig szó szerint), emlékeztetve férjét, hogy nem ilyen életről álmodott.
- „Kapcs ford.” – MZ/X mondja, mielőtt fordítóberendezésre (gondolatátvivő kézi készülék) kapcsolna át. Jelentése újmagyarul: „Kapcsolok fordításra”.
- „Anya, szólj rá!” – Kriszta kérése Paula felé, amikor Aladár felbosszantja.
- „Aladár! Mit műveltél a...?!” – Géza visszatérő bosszankodása az MZ/X-szel történő kapcsolatfelvételük előtt, mert Aladár a csodatalálmányait rendszeresen az apja holmijából készíti.

## Könyvek
- Romhányi József: Mézga Aladár különös kalandjai, Budapest, Móra Ferenc Könyvkiadó, 1974. ISBN 963-11-0106-1(További kiadások: ISBN 963-11-7544-8; ISBN 963-11-8097-2)
- Rigó Béla: A Mézga család – Képernyőképes krónika, Budapest, Móra Könyvkiadó, 2003. ISBN 963-11-7854-4 (További kiadás: ISBN 963-11-8012-3)